# Тєлєгін Сергій Анатолійович
Сергі́й Анато́лійович Тєлє́гін (нар. 22 жовтня 1975, м. Запоріжжя, Українська РСР — 14 червня 2014, м. Луганськ, Україна) — український військовий льотчик, гвардії капітан Повітряних Сил Збройних Сил України.

## Життєпис
Сергій Тєлєгін народився в місті Запоріжжя. З 1983 по 1993 рік навчався у загальноосвітній школі № 11 м. Кривий Ріг. У авіацію пішов стопами батька та старшого брата. Вступив у Васильківське військове авіаційно-технічне училище, яке увійшло до складу інституту ВПС. 1996 року закінчив Київський інститут військово-повітряних сил.
У червні 1996 розпочав службу на посаді бортового авіаційного техніка вертолітної ескадрильї бригади армійської авіації.
З січня по червень 1997 — старший авіаційний технік авіаційної бази.
З червня 1997 служив в авіаційній частині А3840 у м. Мелітополь:

06.1997—08.2002 — старший авіаційний технік військово-транспортного авіаційного полку.

08.2002—09.2003 — старший авіаційний технік (корабля) інженерно-авіаційної служби авіаційної ескадрильї військово-транспортного авіаційного полку.

09.2003—02.2008 — старший авіаційний технік корабля інженерно-авіаційної служби авіаційної ескадрильї 25-ї авіаційної бригади транспортної авіації.

02.2008—11.2009 — старший авіаційний технік корабля інженерно-авіаційної служби авіаційної ескадрильї 25-ї бригади транспортної авіації.
З листопада 2009 — начальник технічно-експлуатаційної частини інженерно-авіаційної служби авіаційної ескадрильї 25-ї бригади транспортної авіації Повітряних Сил ЗС України, в/ч А3840, м. Мелітополь. Класна кваліфікація «1 клас».
З початком російської збройної агресії проти України з березня 2014 року літав у Луганський та Донецький аеропорти, бортовий інженер військово-транспортного літака Іл-76 МД.

## Обставини загибелі
14 червня 2014 екіпаж військово-транспортного літака Іл-76 МД (бортовий номер 76777) Повітряних Сил ЗС України, під керівництвом командира літака підполковника Олександра Бєлого, виконував бойовий політ в Луганський аеропорт. На борту літака перебували 9 членів екіпажу та 40 військовослужбовців дніпропетровської 25-ї окремої повітряно-десантної бригади, які летіли на ротацію. На борту також були військова техніка, спорядження та продовольство.
Близько 01:00, під час заходу на посадку аеродрому міста Луганськ, на висоті 700 метрів, борт 76777 підбили російські терористи з переносного зенітно-ракетного комплексу «Ігла». Внаслідок терористичного акту літак вибухнув у повітрі і врізався у землю поблизу території аеропорту. 49 військовослужбовців, — весь екіпаж літака та особовий склад десанту, — загинули.
У той день до Луганського аеропорту вилетіли три літаки Іл-76 МД. Перший літак (бортовий номер 76683) під командуванням полковника Дмитра Мимрикова сів о 0:40. За 10 хвилин збили другий літак (бортовий номер 76777). Третій дістав наказ повертатися.
|                              | Там все було дуже грамотно по-військовому сплановано. Там без Росії не обійшлось. Вогонь вівся з усіх сторін. Це було не на рівні ненавчених бойовиків. Обстріл літака вівся дуже грамотно. Спочатку підсвічували трасером, а потім били. Із ПЗРК неможливо було збити літак, навіть якби боєприпас потрапив у двигун, то літак все рівно не загинув би. Стріляли з «Шилки». |
| — Полковник Дмитро Мимриков. | |

Пройшло 42 доби перш ніж льотчиків поховали: українські військовики збирали рештки тіл загиблих, влада домовлялася з терористами про коридор для евакуації, у Дніпрі проводились експертизи ДНК для ідентифікації. 25 липня з дев'ятьма членами екіпажу літака Іл-76 прощались у Мелітополі, їх поховали разом в одній могилі на Новому кладовищі міста.
Залишились батьки, брат, дружина та 14-річний син.

## Нагороди
- Орден Богдана Хмельницького III ст. (20 червня 2014, посмертно) — за особисту мужність і героїзм, виявлені у захисті державного суверенітету та територіальної цілісності України, вірність військовій присязі та незламність духу[6].
- орден «За заслуги перед Запорізьким краєм» ІІІ ступеня, посмертно (розпорядження голови Запорізької обласної ради від 16.08.2017 № 269-н)[7].
- Нагрудний знак «За оборону Луганського аеропорту» (посмертно).
- Відомчі заохочувальні відзнаки Міністерства оборони України — медалі «15 років Збройним Силам України», «За сумлінну службу» II ст. і III ст.[8]

## Вшанування пам'яті
12 червня 2015 року в місті Мелітополь на території військової частини А3840 було відкрито меморіал екіпажу літака Іл-76МД (бортовий номер 76777), який загинув 14 червня 2014 року в аеропорту міста Луганськ.
В м. Кривий Ріг на фасаді будівлі ЗОШ № 11 (вулиця Співдружності, 92А) встановлено меморіальну дошку на честь випускника школи гвардії капітана Сергія Тєлєгіна.